# Mórgoth
Mórgoth Bauglir, inicialment conegut com a Mélkor, és un personatge fictici de l'univers de J.R.R. Tolkien, la Terra Mitjana. Mórgoth és un personatge del mateix ordre que els Vàlar, que des del principi dels temps es va corrompre i es va convertir en el primer Senyor Fosc.
En l'obra de Tolkien, Mórgoth apareix tan sols en persona a El Silmaríl·lion, però tanmateix té una influència crucial en les obres posteriors. Per exemple, el Senyor Fosc Sàuron, també conegut com El Senyor dels Anells, havia estat un servent seu.

## Nom
Quan era considerat com un Vàlar, era conegut com a Mélkor. Tanmateix, després que es corrompés i comencés a combatre contra els pobles d'Arda, els elfs nóldor el coneixen com Mórgoth Bauglir.
Mórgoth es pot traduir com "Enemic fosc", o "Foscor Abominable" (arrels MOR: negre, fosc, ombra; i GOS/GOTH: Abominació, Terror), i Bauglir és equivalent a "Tirà" o "Opressor" (arrel MBAW: obligar, forçar, oprimir).

## Història
Abans de la creació d'Arda, Mélkor era el més poderós dels Ainur. Cada Ainur tenia els seus propis "talents", però Mólkor en dominava molts. Com un nen precoç arrogant, va competir amb Eru (també conegut com L'Únic o Il·lúvatar, el pare de tots) en la Música dels Ainur. Mélkor estava gelós del seu pare i volia crear i governar per si mateix. Va passar molt de temps intentant trobar el Foc Secret, sense entendre que aquesta era una qualitat exclusiva d'Eru i que només s'hi podia arribar a través d'Ell.
Durant la seva recerca del Foc Secret es va apartar d'Eru i els altres Ainur i els seus pensaments van anar distanciant-se cada cop més de l'harmonia amb els seus. Durant la Gran Música dels Ainur, Mélkor va intentar alterar el tema i introduir-hi el que ell creia eren elements propis. Formant part d'aquests esforços, va aconseguir que el seguissin molts dels Ainur amb menys voluntat, creant un 'contra-tema' al tema principal d'Eru; però, en realitat, per ser un ésser creat, Mélkor no podia crear i l'única cosa que podia fer era descobrir o imitar. La música que feia era 'sorollosa' i 'vanitosa', i, frustrat pel seu fracàs de superar la música d'Eru, va intentar pervertir-ne l'harmonia, fent malbé tot el que no podia dominar, corrompent tota la Música.
Irònicament, els intents de Mélkor no subvertien realment la Música, sinó que la feien més complexa: la música pròpia d'Eru guanyava en profunditat i en bellesa en contrast amb les tristes dissonàncies de Mélkor. Per exemple, quan l'Ainu Ulmo canta a l'aigua, Mélkor vol destruir-la, ja que l'aigua no era la seva creació ni podia controlar-la. Va afegir a l'aigua un fred extrem i una calor extrema, però el seu vandalisme no va destruir l'aigua, sinó que sense voler va originar la bellesa dels núvols, la pluja, la boira, la neu o el gel.